# Антонова, Ирина Александровна
Ири́на Алекса́ндровна Анто́нова (20 марта 1922, Москва — 30 ноября 2020, там же) — советский и российский искусствовед, специалист по итальянской живописи эпохи Возрождения, музейный деятель, телеведущая.
Директор (1961—2013) и президент (2013—2020) Государственного музея изобразительных искусств имени А. С. Пушкина в Москве. Академик РАО (АПН СССР, 1989), академик РАХ (2001; член-корреспондент, 1997), заслуженный деятель искусств РСФСР (1979), лауреат двух Государственных премий Российской Федерации (1995, 2017). Полный кавалер ордена «За заслуги перед Отечеством». Ветеран Великой Отечественной войны.

## Биография
Ирина Антонова родилась 20 марта 1922 года в Москве в семье участника Октябрьской революции, судового электрика, затем директора Института экспериментального стекла Александра Александровича Антонова (1891—1966, уроженца Санкт-Петербурга) и Иды Михайловны Антоновой (урождённой Хейфиц или Розенблюм, 1899—1999). Мать происходила из Литвы, три года училась в Харьковской консерватории, которую не окончила и, переехав в Москву, работала наборщицей в типографии. Через несколько лет родители расстались, у отца появилась другая семья и в 1926 году родилась дочь Галина.
С 1930 по 1933 годы Ирина проживала с отцом и младшей сестрой Галиной в Берлине, куда отца направили на работу в торговое представительство СССР в Германии. За это время она изучила немецкий язык. Кроме того, свободно владела французским и итальянским языками, а также немного английским. Во время учёбы в берлинской средней школе активно занималась спортивной гимнастикой и освоила все стили плавания. Возвратившись в Москву, жила с матерью в квартире на Покровском бульваре.
В 1940 году поступила на искусствоведческое отделение филологического факультета Московского института философии, литературы и истории (МИФЛИ). С декабря 1941 года, после вхождения МИФЛИ в состав МГУ, стала студенткой филологического факультета Московского государственного университета имени М. В. Ломоносова.
В начале Великой Отечественной войны (1941—1945) окончила курсы медицинских сестёр, с весны 1942 года в звании младшего сержанта медицинской службы работала в госпитале на Красной Пресне, а потом до конца войны — в госпитале на Бауманской улице. Работала медсестрой на операциях в основном по ночам и рано утром, а днём училась в МГУ.
В марте 1945 года окончила филологический факультет МГУ, а 10 апреля 1945 года поступила на работу в Государственный музей изобразительных искусств имени А. С. Пушкина (ГМИИ) в должности научного сотрудника и начала обучение в аспирантуре при музее, которую окончила в 1949 году. Областью её научных исследований было изобразительное искусство Италии эпохи Возрождения.
После Победы Ирине дали, по её собственным словам, «форму майора с погонами» для отправки до конца июня 1945 года в составе советской группы в служебную командировку в Германию с целью вывоза в СССР культурных ценностей (по репарации) из найденной советскими военными коллекции Дрезденской картинной галереи, которая была спрятана немцами в сырых подземных хранилищах от налётов британо-американской авиации во время серии бомбардировок города Дрездена в феврале 1945 года. Но командировка Ирины не состоялась, было решено отправить более опытного специалиста. В конце июля 1945 года Антонова вместе с другими хранителями ГМИИ имени А. С. Пушкина принимала и описывала привезённые из Дрездена ценности в Москве. Музеем тогда было принято и описано примерно 760 работ из Дрезденской галереи. В течение последующих десяти лет научные сотрудники и реставраторы музея кропотливо восстанавливали пострадавшие от войны эти произведения. В мае 1955 года в Москве была открыта выставка из собрания Дрезденской галереи. В августе 1955 года Советский Союз по настоянию Н. С. Хрущёва вернул в Дрезденскую галерею её коллекцию (всего 1 240 произведений искусства).
В феврале 1961 года Ирина Антонова была назначена директором Государственного музея изобразительных искусств имени А. С. Пушкина в Москве. По её словам, предложение возглавить Пушкинский музей ей сделал профессор Борис Робертович Виппер, когда ей было тридцать девять лет, и она не смогла ему отказать:

«Мне предложили директорство совершенно неожиданно. Я не была ни завотделом, ни учёным секретарём. Я была очень смущена… Около месяца я колебалась, а потом разговорилась с одним человеком и он сказал мне, что эта работа именно для меня, а старшим научным меня всегда возьмут. И вы знаете, эта нехитрая фраза произвела на меня впечатление. Я согласилась тогда.»— Ирина Антонова, март 2020 года.
Будучи директором ГММИ имени А. С. Пушкина, Антонова выступала инициатором и организатором крупнейших международных выставок, в том числе «Москва — Париж», «Москва — Берлин», «Россия — Италия», «Модильяни», «Тёрнер», «Пикассо» и многих других.
В 1981 году вместе с пианистом Святославом Рихтером основала фестиваль музыки и живописи «Декабрьские вечера», ежегодно проводящийся в музее. Являлась бессменным директором фестиваля. В 1998 году фестивалю было присвоено имя Святослава Рихтера.
В середине 1990-х годов директор ГМИИ имени А. С. Пушкина Ирина Антонова и её заместитель Ирина Данилова обратились к ректору Российского государственного гуманитарного университета (РГГУ) Юрию Афанасьеву с предложением сделать на территории РГГУ открытое хранение слепков с произведений искусства с возможностью проведения там учебных занятий для студентов-реставраторов, музеологов, искусствоведов, культурологов, историков. В результате, в июле 1995 года был создан «Музейный центр РГГУ», а 30 июня 1997 года на территории РГГУ был открыт «Учебный художественный музей имени И. В. Цветаева».
Ирина Александровна — автор более 100 публикаций (каталогов, статей, альбомов, телевизионных передач, сценариев научно-популярных фильмов). На протяжении ряда лет она вела преподавательскую работу (на искусствоведческом отделении исторического факультета МГУ, в Институте кинематографии, в аудитории ГМИИ имени А. С. Пушкина, в Институте восточных языков в Париже).
Член Совета при президенте Российской Федерации по культуре и искусству (1999-2001), Общественной палаты Российской Федерации (2011—2020), Комиссии при президенте Российской Федерации по государственным наградам (2012-2018).
6 февраля 2012 года стала доверенным лицом кандидата на должность президента Российской Федерации Владимира Путина на выборах 4 марта 2012 года.

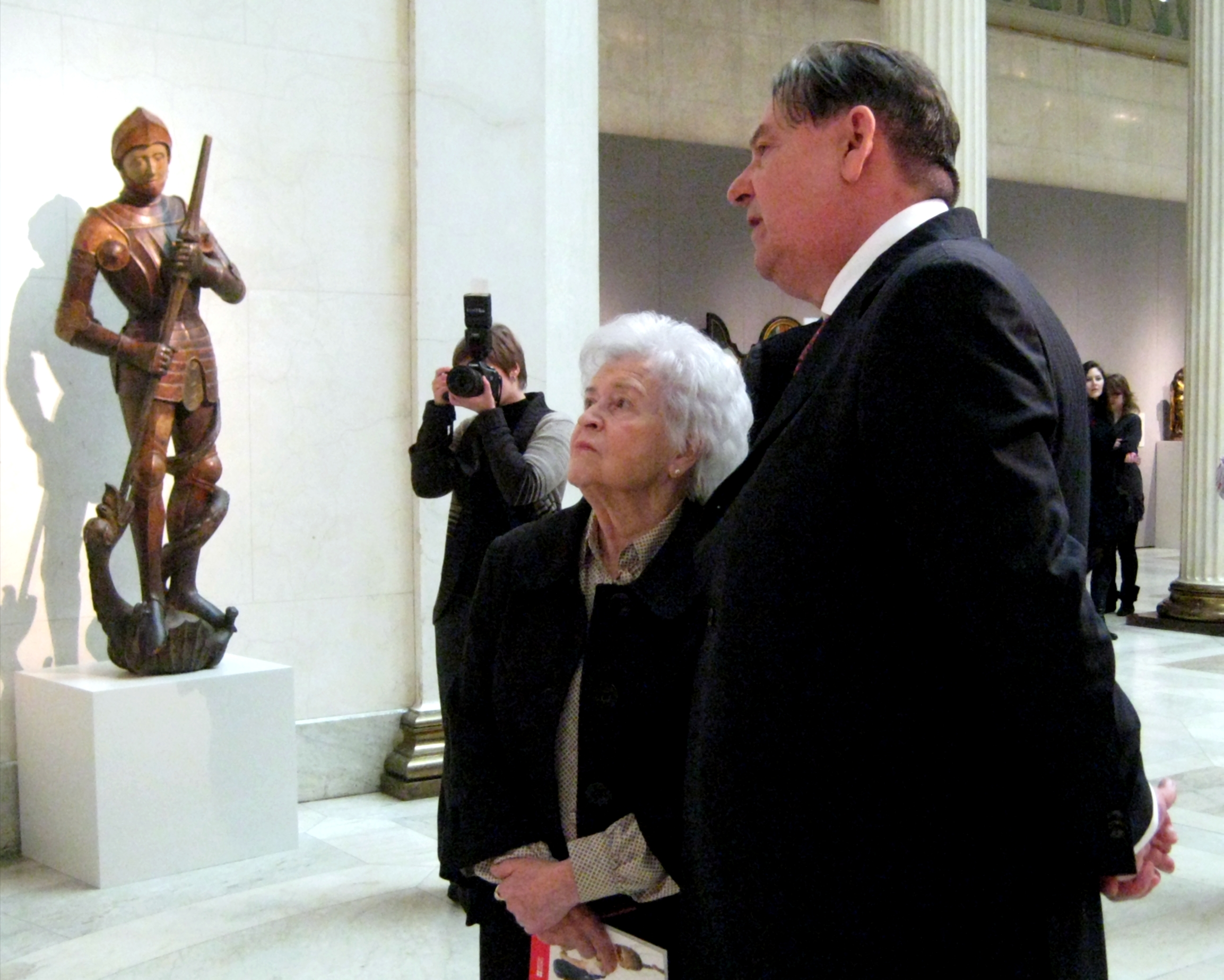
Ирина Антонова и коллекционер Михаил Перченко

11 апреля 2013 года назначена главным куратором государственных музеев России. Спустя три месяца, уже после своей отставки, Антонова назвала данное назначение «безумием чистейшей воды», единственный смысл которого заключался в том, чтобы оправдать или сгладить её предстоящий уход с поста директора ГМИИ.
В мае 2013 года Антонова снова выдвинула идею, которую высказывала ещё в 2009 году, о воссоздании в Москве музея нового западного искусства, ранее уничтоженного Сталиным, куда ГМИИ и Государственный Эрмитаж передали бы лучшую часть своих коллекций — картины импрессионистов. Это предложение вызвало резкий протест директора Эрмитажа Михаила Пиотровского и более широкий конфликт в музейном сообществе. После бурных событий министр культуры России Владимир Мединский стал торопить Антонову с отставкой.
В интервью «Известиям» Антонова упрекнула бывших министров культуры Александра Авдеева и экономического развития Эльвиру Набиуллину, которые были членами попечительского совета ГМИИ, в том, что они провалили поручение президента России по постройке музейного городка и реконструкции самого Пушкинского музея.
1 июля 2013 года приказом министра культуры Российской Федерации Владимира Мединского освобождена от должности директора ГМИИ с формулировкой «по собственному желанию». В тот же день Антонова пояснила, что сама выбрала кандидатуру преемницы — арт-директора московского выставочного объединения «Манеж» Марины Лошак. Чуть позже Антонова уточнила, что на самом деле предлагала в качестве своих преемников учёных-культурологов из МГУ и РГГУ, однако все её кандидатуры были отклонены министерством. Из кандидатур же, предложенных министерством, наиболее приемлемой ей показалась Лошак.
Ирина Антонова возглавляла Государственный музей изобразительных искусств имени А. С. Пушкина 52 года (1961—2013).
После отставки, 1 июля 2013 года, Антонова была назначена на должность президента Государственного музея изобразительных искусств имени А. С. Пушкина.

### Болезнь и смерть
Ирина Антонова скончалась 30 ноября 2020 года на 99-м году жизни в Москве. Согласно заключению врачей, причиной смерти стала коронавирусная инфекция в сочетании с заболеваниями сердечно-сосудистой системы. Похоронена, согласно её воле, в колумбарии Новодевичьего кладбища в Москве, рядом со своими близкими — матерью и мужем. Прощание прошло 3 декабря 2020 года в Государственном музее изобразительных искусств имени А. С. Пушкина в закрытом формате (из-за пандемии), а похороны состоялись 4 декабря с воинскими почестями (как полного кавалера ордена «За заслуги перед Отечеством»).

### Семья
- Муж (с 1947 года) — Евсей Иосифович Ротенберг (1920—2011)[3]‚ доктор искусствоведения, автор основополагающих трудов по классическому искусству Западной Европы, заведующий сектором классического искусства Государственного института искусствознания[6]. Ирина и Евсей поженились в 1947 году, прожив в браке шестьдесят четыре года, до самой смерти супруга[7][10].
  - Сын — Борис (1954—2022)[36], инвалид детства (1-й группы)[7][10][37].
- Сестра (от второго брака отца) — Галина Александровна Антонова (1926—2002)[38], художник по стеклу, заслуженный художник РСФСР, профессор МГХПУ имени С. Г. Строганова (с 1962 по 2000 годы преподавала на кафедре художественной керамики и стекла)[7][39].

## Взгляды и увлечения
Ирина Александровна Антонова придерживалась левых политических взглядов и являлась сторонницей идей социализма. Считала, что это единственно верная система, которая, «к сожалению, на практике себя нигде не оправдала». В современном российском обществе ей был неприятен «олигархический элемент» и богатые люди вообще. Симпатизировала Владимиру Путину, но осуждала тюремный приговор для Pussy Riot. Считала себя человеком не религиозным. Любила стихи Бориса Пастернака. Была уверена в том, что так долго живёт, потому что абсолютно не думает о смерти, в жизни была всегда искренней и «никогда не держала фигу в кармане».
В апреле 2000 года подписала письмо в поддержку политики недавно избранного президента России Владимира Путина в Чечне.
В марте 2014 года подписала письмо президенту России Владимиру Путину в поддержку аннексии Крыма.

## Академические звания и степени
- Действительный член АПН СССР (1989), РАО (1993)
- Звание «Почётный доктор РГГУ» (1996) — в знак признания высоких заслуг в развитии русской и мировой культуры, науки и искусства второй половины XX века в соответствии с Уставом РГГУ[17].
- Действительный член Российской академии художеств (2001), член-корреспондент (1997).
- Член-корреспондент Академии Сан-Фернандо в Мадриде (Испания).

## Память

Мемориальная доска на Покровском бульваре

- 20 марта 2021 года на фасаде Государственного музея изобразительных искусств имени А. С. Пушкина была открыта мемориальная доска[43].
- 20 марта 2022 года на доме, где в 1942—1982 годах жила Антонова (Покровский бульвар, д. 14/5), была открыта мемориальная доска[44].
- 5 октября 2022 года имя Ирины Антоновой получил прежде безымянный сквер[45] перед Государственным музеем изобразительных искусств имени А. С. Пушкина.

## Награды

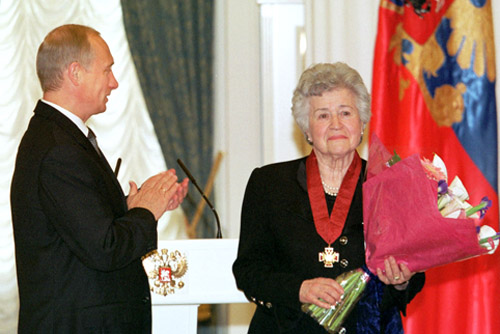
Вручение Президентом России Владимиром Путиным ордена «За заслуги перед Отечеством» II степени, 22 мая 2002 года

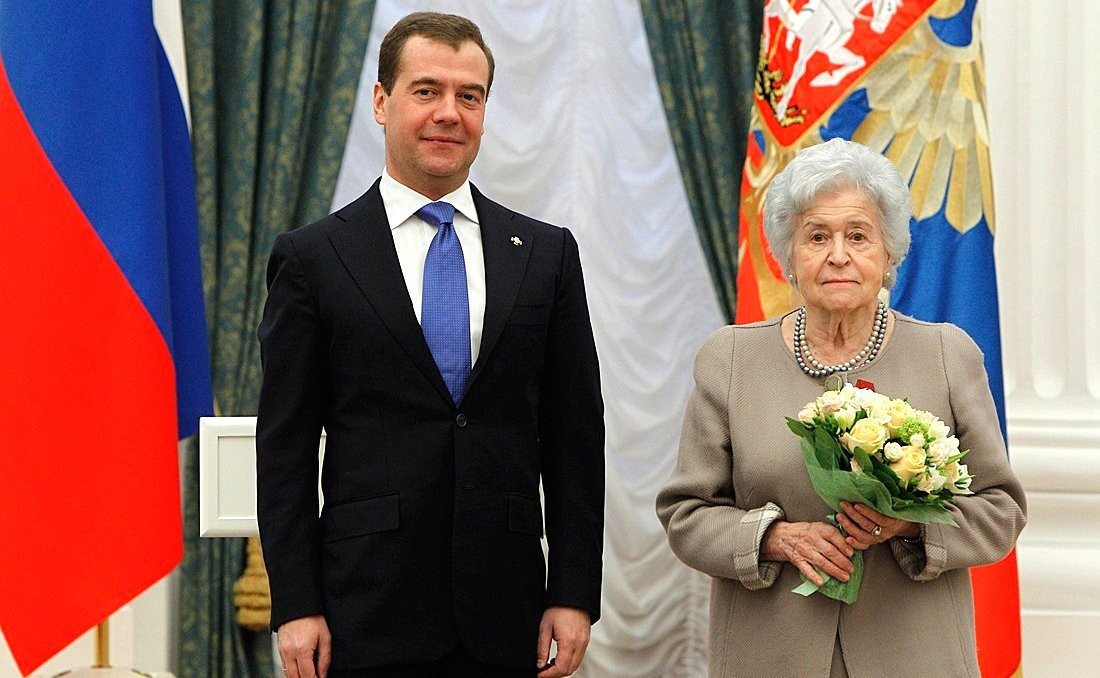
Вручение Президентом России Дмитрием Медведевым ордена «За заслуги перед Отечеством» IV степени, 3 мая 2012 года

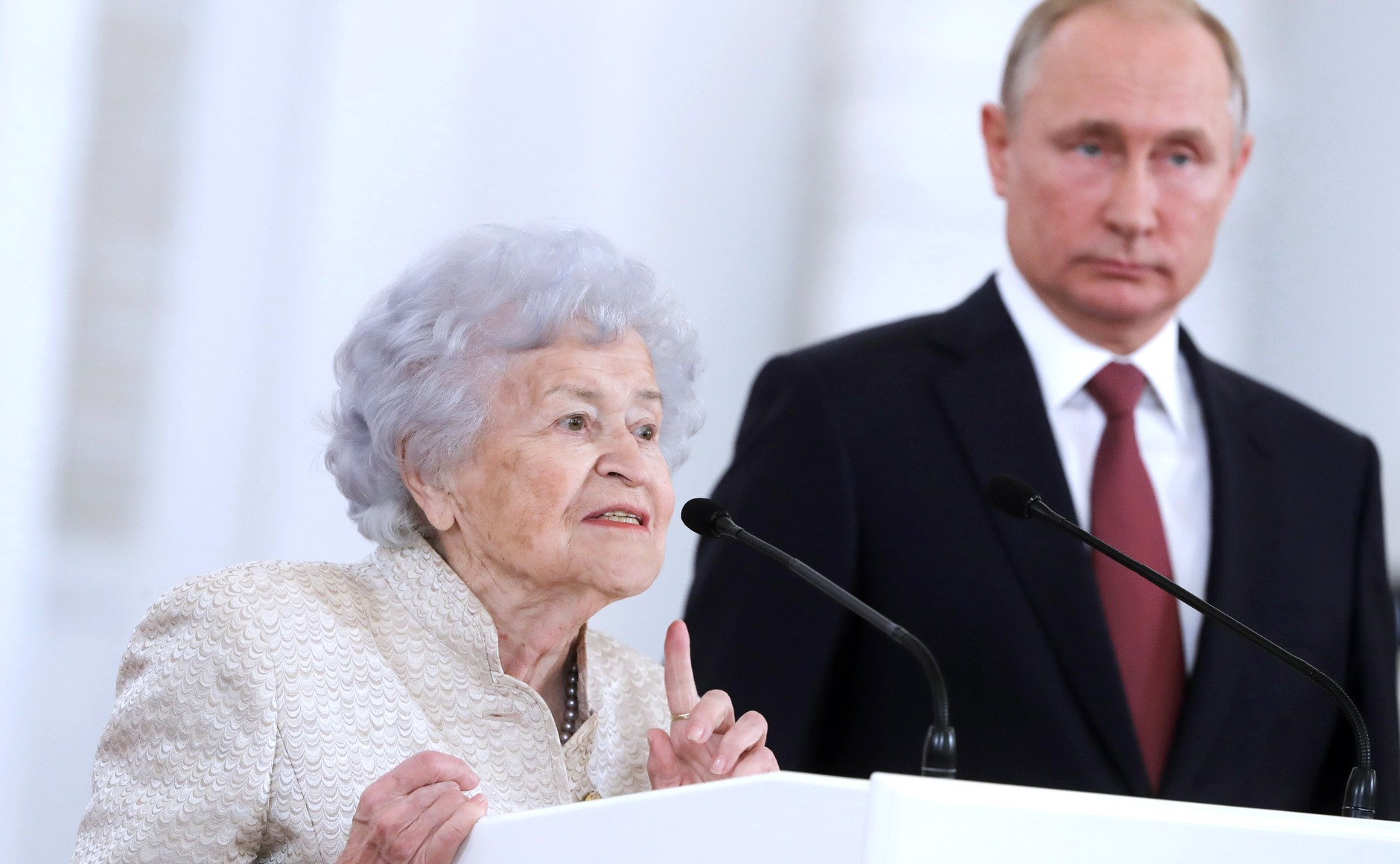
На церемонии вручения Государственной премии РФ. Кремль, 12 июня 2018 года

Ирина Александровна Антонова — полный кавалер ордена «За заслуги перед Отечеством» (одна из девяти женщин, наряду с Майей Плисецкой, Галиной Волчек, Галиной Вишневской, Валентиной Матвиенко, Людмилой Вербицкой, Инной Чуриковой, Татьяной Дорониной и Валентиной Терешковой):
- орден «За заслуги перед Отечеством» I степени (6 декабря 2007) — за выдающийся вклад в развитие музейного дела, сохранение и популяризацию отечественного и мирового культурного наследия[46]
- орден «За заслуги перед Отечеством» II степени (20 марта 2002) — за выдающийся вклад в развитие отечественной культуры[47]
- орден «За заслуги перед Отечеством» III степени (17 марта 1997) — за заслуги перед государством и большой личный вклад в сохранение национального культурного достояния России[48]
- орден «За заслуги перед Отечеством» IV степени (28 февраля 2012) — за большой вклад в развитие отечественной культуры и многолетнюю общественную деятельность[49]

Государственные награды СССР и Российской Федерации:
- орден Октябрьской Революции
- орден Трудового Красного Знамени
- «Заслуженный деятель искусств РСФСР» (21 июня 1979) — за заслуги в области советского изобразительного искусства[50]
- орден Дружбы народов (14 ноября 1980) — за большую работу по подготовке и проведению Игр XXII Олимпиады[51]
- Государственная премия Российской Федерации в области литературы и искусства 1995 года (в области просветительской деятельности) (27 мая 1996) — за Международный музыкальный фестиваль «Декабрьские вечера» в Государственном музее изобразительных искусств имени А. С. Пушкина (1981—1995 годы)[52]
- Знак отличия «За благодеяние» (20 марта 2017) — за большой вклад в развитие отечественной культуры, активную общественную деятельность, направленную на повышение уровня нравственности и толерантности в обществе, многолетнюю плодотворную деятельность[53]
- Государственная премия Российской Федерации (8 июня 2018)[54][55] — за выдающиеся достижения в области гуманитарной деятельности 2017 года
- Медали СССР
- Медали Российской Федерации

Другие награды, поощрения и общественное признание:
- Командор ордена Почётного легиона (Франция)
- Командор ордена Искусств и литературы (Франция)
- Великий офицер ордена «За заслуги перед Итальянской Республикой» (30 марта 2012)[56]
- Командор ордена «За заслуги перед Итальянской Республикой» (7 декабря 2000)[56]
- Орден Восходящего солнца 2 класса (Япония)
- Премия Шостаковича (2001)[57]
- Почётная грамота Правительства Москвы (19 марта 2002) — за выдающиеся заслуги в развитии отечественной культуры и в связи с юбилеем[58].
- Нагрудный знак РФ «За вклад в российскую культуру» (2017, Министерство культуры Российской Федерации)[59]
- Общественная премия «Сокровищница Родины»[60]
- Лауреат Национальной премии общественного признания достижений женщин «Олимпия» Российской академии бизнеса и предпринимательства[61] в 2001 году
- Золотая медаль имени Льва Николаева (2011) — за существенный вклад в просвещение, популяризацию достижений науки и культуры ([источник не указан 2336 дней])
- Лауреат премии Владимира Высоцкого «Своя колея» за 2013 год
- Императорский орден Святой Великомученицы Анастасии (12 июля 2013 года, Российский Императорский Дом) — в воздаяние заслуг перед Отечеством и во свидетельство особого НАШЕГО благоволения[62]
- Лауреат специальной номинации «За выдающийся вклад в сохранение и развитие российской культуры» в рамках Всероссийской премии финансистов «Репутация» (2012 год)[63]
- Премия «Скрипач на крыше» в номинации «Человек-легенда» (2017) — за выдающийся вклад в развитие культуры и искусства в России[64]
- Золотая медаль имени Л. Н. Толстого (Международная ассоциация детских фондов)

## Участие в телевизионных проектах
- Ирина Антонова являлась автором и ведущей цикла телевизионных программ об истории мировой культуры «Пятое измерение Архивная копия от 22 апреля 2020 на Wayback Machine» на телеканале «Культура»[65].
- Выступила рассказчиком о событиях, участником которых была сама, в документальном фильме Леонида Парфёнова «Глаз Божий» (премьера состоялась 31 мая 2012 года на «Первом канале»), посвящённом 100-летней истории Государственного музея изобразительных искусств имени А. С. Пушкина в Москве. В игровых эпизодах фильма Антонову в молодости сыграла актриса Марина Зудина.
- Приняла участие в одном из выпусков телевизионного проекта «Дорога памяти» телеканала «Звезда» (выпуск от 25 октября 2019 года), приуроченных к 75-летию Победы в Великой Отечественной войне (1941—1945)[12].
- Приняла участие в качестве приглашённого гостя в программе «Сто вопросов к взрослому» в 2007 году.
- Была гостем передачи «Очевидное — невероятное» в 1989, 2008 и 2009 годах.
- В 2007 году стала героиней программы Ирины Зайцевой «Герой дня без галстука».
- Дважды была гостем программы «Познер» (эфир от 24 января 2011 года и 2 октября 2017 года).
- Принимала участие в программах телеканала «Культура» «Линия жизни», «Главная роль», «Нескучная классика», «Наблюдатель»[66].

## Публикации
- Выставка картин Дрезденской галереи: Каталог / Составители: И. Антонова, А. Замятина. — М.: ГМИИ, 1955. — 128 с. — 125 000 экз. (обл.)
- Антонова И. А. Веронезе: (Паоло Веронезе). — М.: Искусство, 1957. — 60, [30] с. — 20 000 экз. (обл.)